# Thomas Overskou
Thomas Overskou, född den 11 oktober 1798 i Köpenhamn, död där den 7 november 1873, var en dansk skådespelare, regissör, dramatiker och teaterhistoriker.
Overskou började som skådespelare men slog i slutet av 1820-talet avgjort igenom med sina första folkliga komedier i engelsk stil. Han mest berömda pjäser är Østergade og Vestergade (1828), Pah (1845) och Capriciosa (1836, i samarbete med Anton Ludvig Arnesen). Viktiga källskrifter till dansk teaterhistoria är hans Haandbog (sista upplagan 1879) ett betydelsefull lexikon över danska skådespel och hans omfattande teaterhistoria, Den kgl. danske Skuepladses Historie (5 band, 1854–1876, efter Overskous död fortsatt av Edgar Collin). Overskous självbiografiska Af mit LIv og min Tid utgavs med noter av Robert Neiiendam i 2 band 1915–1916. I svensk översättning föreligger folkkomedin Den ondes besegrare (1877).

## Utmärkelser
- Professors namn,  1852[3]
- Riddare av Dannebrogorden,  1868[3]

[Redigera Wikidata]